# Günter Dohr
Günter Dohr (* 7. Juli 1936 in Münster; † 25. Februar 2015 Krefeld) war ein deutscher Lichtkinetiker, Maler, Bildhauer, Grafiker und Vertreter der Neuen Kunstformen.

## Ausbildung
Günter Dohr studierte von 1957 bis 1958 Universität Münster Germanistik und von 1958 bis 1962 HBK Kassel in Kassel bei Ernst Röttger und Arnold Bode Kunsterziehung und Malerei. Von 1965 bis 1967 wandte er sich von der Malerei ab und nahm Experimente mit statisch-kinetischen Lichtobjekten auf. Von 1967 bis 1969 entwickelte Günter Dohr seine rein statischen zu mechanisch-kinetischen Objekten weiter, um den Betrachter einem in kurzer Zeit erfahrbaren, intensiven Eindruck auszusetzen.

## Künstlergruppe B 1
1969 gründete Dohr mit Helmut Bettenhausen, Rolf Glasmeier, Kuno Gonschior, Friedrich Gräsel, Ewerdt Hilgemann, Franz Rudolf Knubel, Ferdinand Spindel, Günter Tollmann und Bernd Damke die Künstlergruppe B1, die für das industriell geprägte Ruhrrevier künstlerische intendierte Leitsysteme schaffen wollte.

## Letzte Werkphase und Hochschullehrer

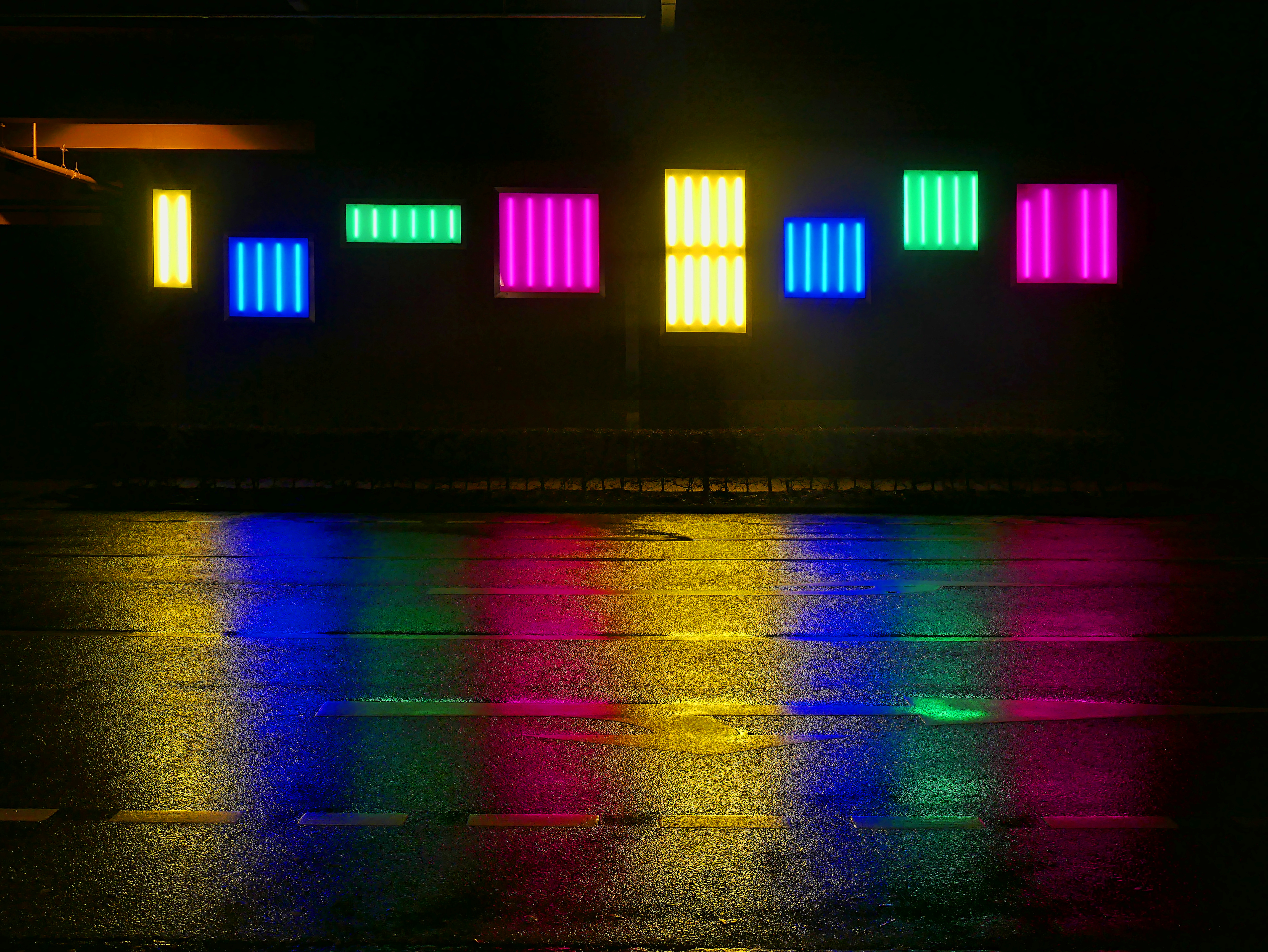
Lichtkunst von Günter Dohr an der Kauflandfassade in Konz

Danach entstanden in einer dritten Werkphase von 1970 bis 1975 Lichtobjekte mit elektronisch gesteuerter Farbveränderung, die graduelle, nur innerhalb größerer Zeiträume erfahrbare, lichtkinetische Phänomene erzeugen. Seit 1970 entwarf Dohr auf diesen künstlerischen Versuchen aufbauend, funktionale Lichtsysteme in architektonischen und urbanen Zusammenhängen. Auf ein Stipendium des Kulturkreises im Bundesverband der Deutschen Industrie 1976 folgten 1976 bis 1978 Lichtobjekte mit weißen Leuchtstoffröhren in Serien-Produktion der Osram GmbH. Seit 1979 setzte Dohr sich unter veränderten Umständen erneut mit Malerei, speziell mit Farbfeldmalerei auseinander. Seit 1980 hatte Dohr eine Professur für Design an der FH Niederrhein in Krefeld inne.
1988 erhielt er das Atelier-Stipendium der Djerassi Foundation im kalifornischen Woodside.

## Werke in Museen
- Cylindrogramm S 8, Nr. 2/10, Plexiglas, Elektromotor, Licht, 1968 Kunstmuseum Bonn
- Cylindrogramm S 9, Nr. 3/10, Plexiglas, Elektromotoren, Licht, 1968, Museum am Ostwall, Dortmund
- Lichtobjekt NE1, Plexiglas, Neon, elektrischer Steuerung, 1970, Sprengel Museum, Hannover
- Museum für Konkrete Kunst, Ingolstadt
- Foyer im Bundesarchiv in Koblenz, Licht-Raum-Objekt, 1984 bis 1986
- Bild 3/87, Acryl auf Baumwolle, Wilhelm-Hack-Museum, Ludwigshafen
- Eingangshalle Münster, Pädagogische Hochschule, Lichtdecke, 1973
- Cylindrogramm S 4, Nr. 2/10, Plexiglas, Elektromotoren, Licht, 1968, Recklinghausen, Städtische Kunsthochschule
- ika Jakob Krebs Tuchfabrik: Farb-Licht-Bild, Willich-Anratz

## Ausstellungen
- 1967 Kunstpavillon Soest
- 1969 Galerie Wilbrand: Cylindrogramme. Druckgrafik, Köln
- 1970 Galerie Peukert: Objekte und Druckgrafik
- 1971 Koblenz, Galerie Teufel, Koblenz
- 1973 Museum am Ostwall: Licht-Zeit. Arbeiten 1965–72, Dortmund
- 1975 Städtisches Kunstmuseum: Lichtobjekte, Bonn,
- 1975 Städtische Galerie Schloß Oberhausen: Lichtobjekte, Oberhausen
- 1977 Karl-Ernst-Osthaus-Museum: Extempore 2, Hagen
- 1979 Saarbrücken, Galerie St. Johan
- 1982 Sprengel Museum: Lichtobjekte, Bilder, Hannover
- 1987 Museum Folkwang, Essen
- 2013 Kunstverein Krefeld